# هتر ماتارازو
هیتر ماتارازو (به انگلیسی: Heather Matarazzo) (زاده ۱۰ نوامبر ۱۹۸۲) بازیگر آمریکایی است.
از فیلم‌های معروف او می‌توان به بازی در دفتر خاطرات شاهزاده خانم و دفتر خاطرات شاهزاده خانم ۲، پسران خوابگاه دختران، تنها کاری که می‌خواهم انجام دهم، جیغ ۳ و جیغ ۵ اشاره کرد.